# 統監府
統監府（とうかんふ）は、第二次日韓協約に基づいて大韓帝国の外交権を掌握した大日本帝国が、漢城（現・ソウル特別市）に設置した官庁である。韓国統監府（かんこくとうかんふ、旧字体：韓󠄁國統監府）とも呼ばれる。
明治38年（1905年）11月23日、韓国ニ統監府及理事庁ヲ置クノ件（明治38年勅令第240号）に基づいて置かれた。設置根拠はその後、統監府及理事庁官制（明治38年12月21日勅令第267号）となる。初代韓国統監は伊藤博文。事務の開始は明治39年（1906年）2月1日。韓国統監も正式名称は統監であり、「韓国」は付かない。
明治43年（1910年）8月29日韓国併合により朝鮮総督府が設置されたが、統監府及び所属官署は、当分の間存続し、朝鮮総督の職務は統監が行使するとされた。その後9月30日に朝鮮総督府官制が制定され、統監府は、大韓帝国政府の組織と統合の上、朝鮮総督府に改組された。

## 組織

### 内部部局
明治40年（1907年）時点
- 総務部
  - 秘書課、人事課、文書課、会計課、地方課
- 農商工務部
  - 商工課、農林課、水産課、鉱務課
- 警務部
  - 警務課、保安課、衛生課
- 外務部
  - 韓国課、外国課
- 法制審査会

### 所属官庁
明治40年時点
- 通信官署
- 鉄道管理局
- 法務院
- 財政監査庁
- 観測所

### 地方機関
明治38年時点
- 京城理事庁
- 仁川理事庁
- 釜山理事庁
- 元山理事庁
- 鎮南浦理事庁
- 木浦理事庁
- 馬山理事庁

## 歴代統監

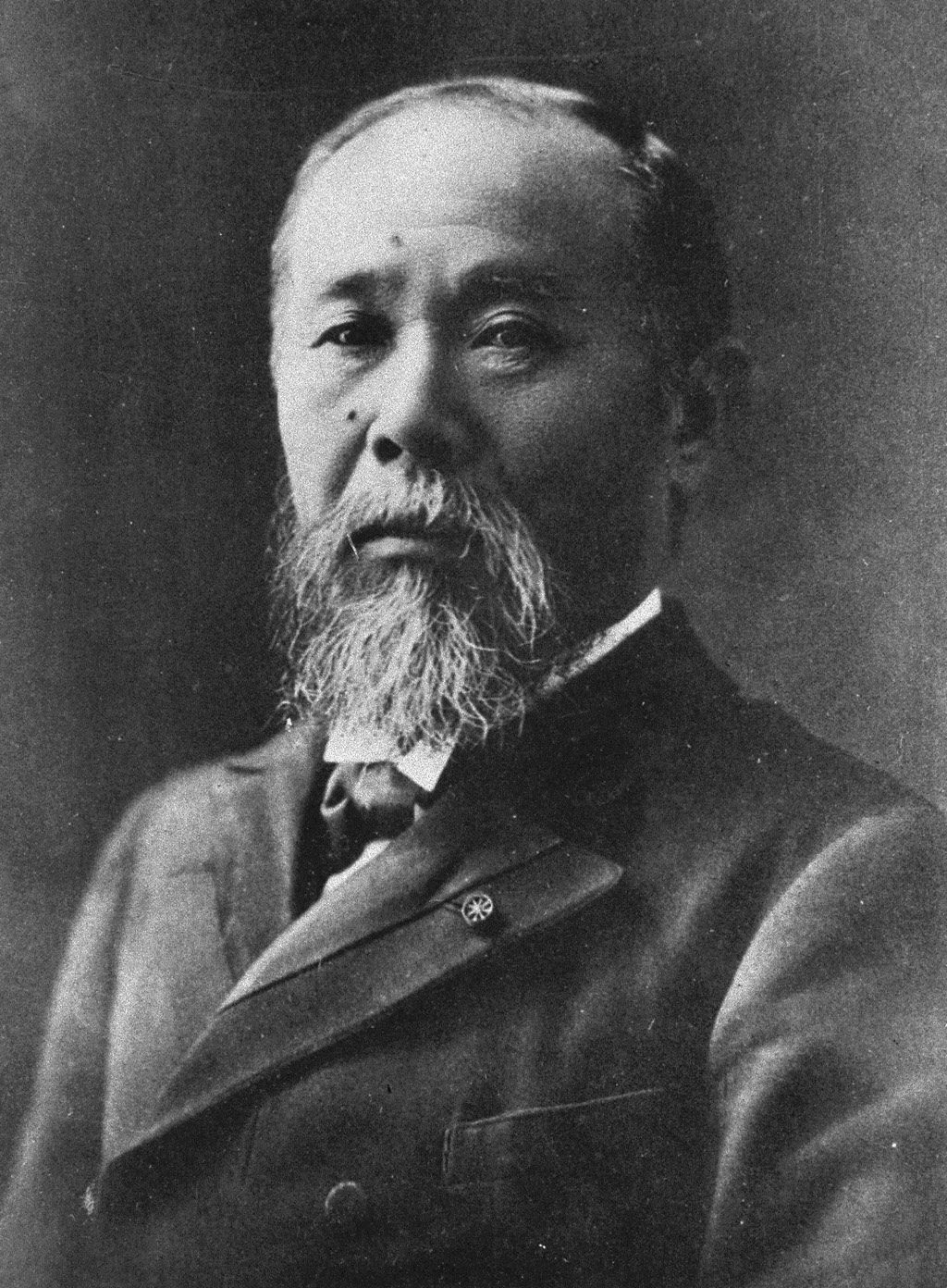
初代・伊藤博文 1905年12月21日就任
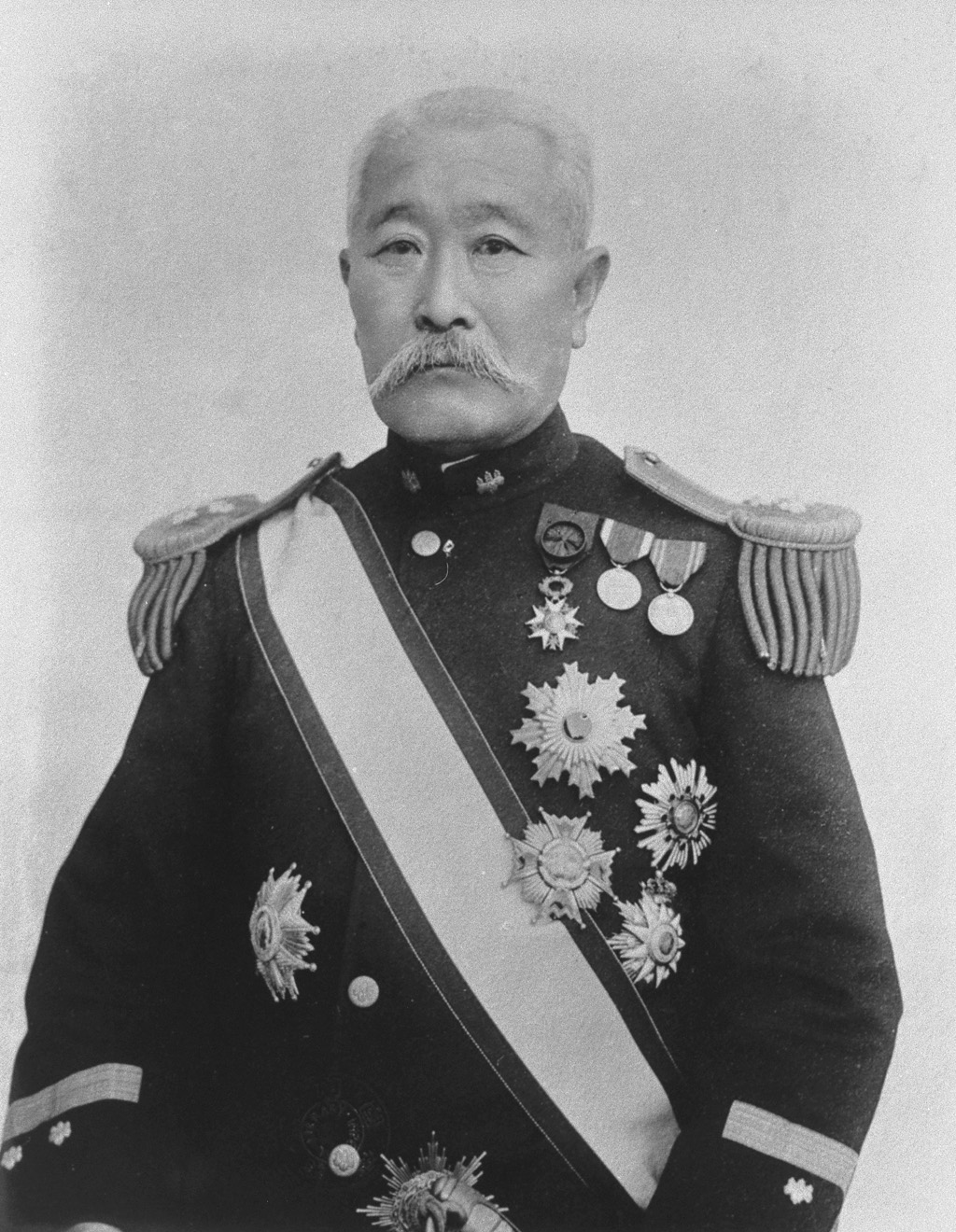
2代・曽禰荒助 1909年6月14日就任
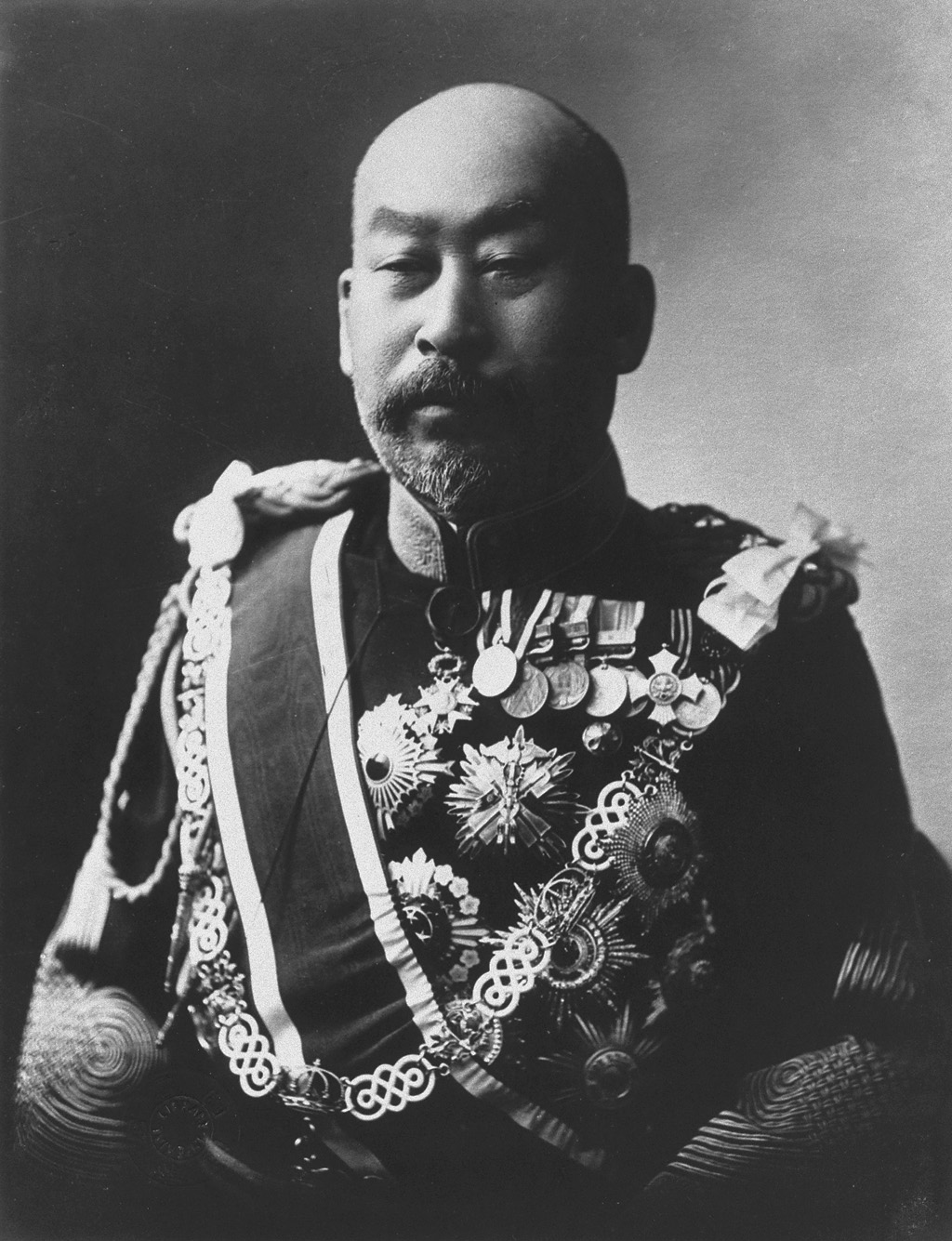
3代・寺内正毅 1910年5月30日就任（兼任）、本務陸相

韓国統監は韓国に駐剳する軍（韓国守備軍）の司令官に対する指揮権を有していた（統監府及理事庁官制第四条）。そのため、文官の伊藤博文が就任して指揮権を持つことには現地司令官長谷川好道や元老山縣有朋が難色を示したが、明治39年（1906年）1月14日に明治天皇は参謀総長大山巖、陸軍大臣寺内正毅に自ら勅語を与えて伊藤の権限を認めた。これにより、大日本帝国憲法下で唯一文官が軍の指揮権を持つ職となった。なお、伊藤博文・曾禰荒助と文官の統監が2代続いた後は、朝鮮総督も含めていずれも武官が就任している。
また、韓国統監は、統監府令を発し、これに1年以下の禁錮又は又は百円以下の罰金の罰則を附することができる（統監府及理事庁官制第7条）。

### 副統監
- 曾禰荒助：1907年9月21日 - 1909年6月14日
- 山縣伊三郎：1910年5月30日 -1910年9月30日　（1910年10月1日より統監府副統監の改組後の同等職責となる、初代朝鮮総督府政務総監に着任。）

## 理事庁
統監府の地方機関として、韓国内7か所に「理事廳」を設置し、理事官（1人）および副理事官（地域によって複数）を配置した。理事官は従来領事がおこなってきた業務のほか、次の権限を有した。
- 統監の指揮監督を承けて、第2次日韓協約及び法令に基づき、理事官の執行すべき事務を管掌する（統監府及理事庁官制第24条）
- 安寧秩序を保持するために、緊急の必要があると認める場合において、統監の命を請う余裕がないときは、当該地方駐在帝国軍隊の司令官に移牒して出兵を請うことができる（統監府及理事庁官制第25条）
- 韓国の施政事務であって第2次日韓協約に基く義務の履行のために必要あるものにつき、事が緊急を要し統監の命を請う余裕がないと認めるときは、直ちに韓国当該地方官憲に移牒し、これを執行させて、後にこれを統監に報告しなければならない（統監府及理事庁官制第26条）
- 理事庁令を発し、これに罰金10円以内、拘留又は科料の罰則を附することができる（統監府及理事庁官制第27条）。